# Velp (Noord-Brabant)

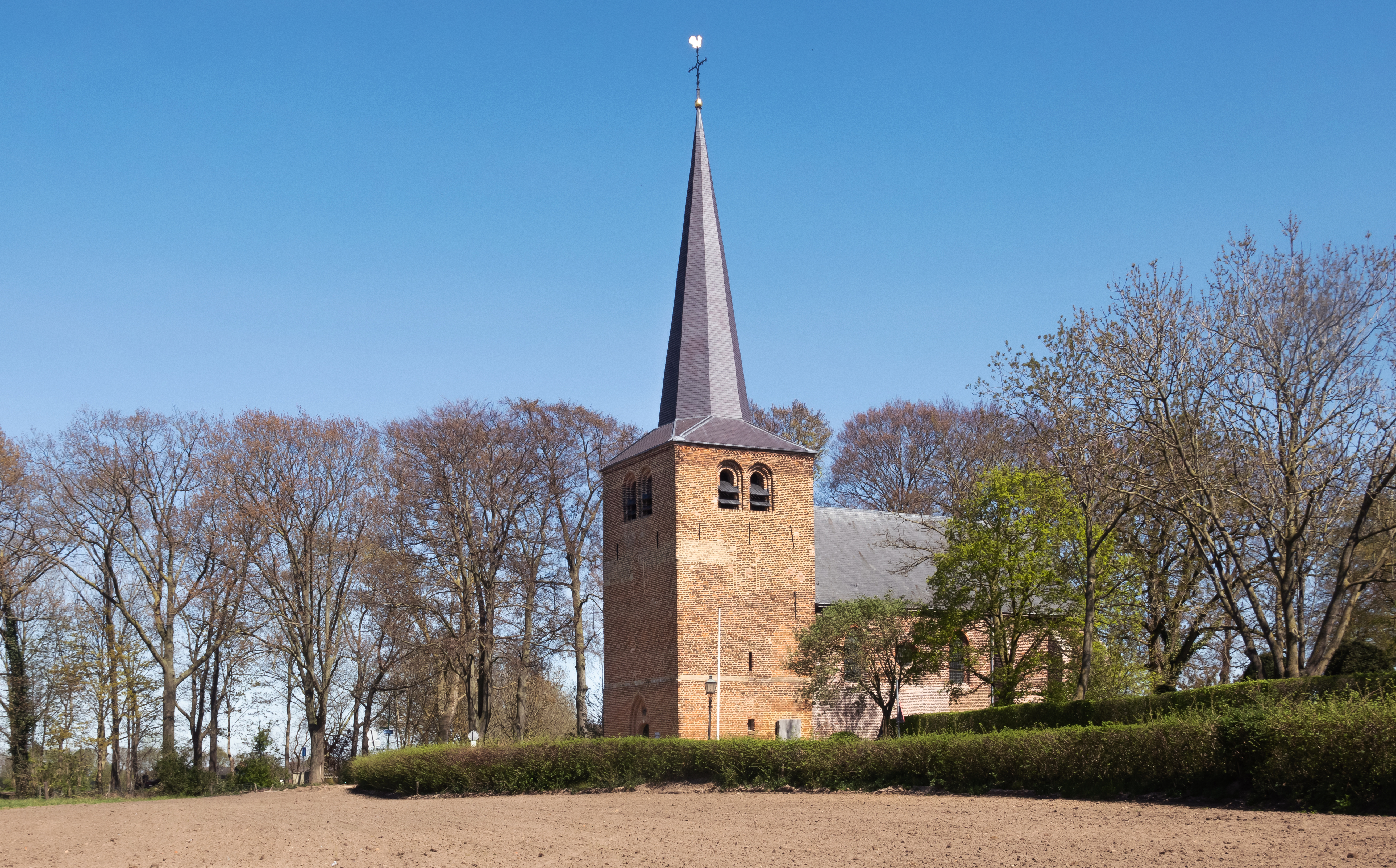
De oude Sint-Vincentiuskerk

Velp is een dorp in de gemeente Land van Cuijk in de Nederlandse provincie Noord-Brabant, dat uit twee delen bestaat: Oud-Velp in het noorden en Nieuw-Velp in het zuiden. Oud-Velp ligt aan de Hertogswetering en nabij de uiterwaarden van de Maas. Op 1 januari 2023 telde het dorp 1.450 inwoners, verdeeld over 514 woningen, op een oppervlakte van 8,9 km².
Velp is ook een voormalige gemeente in Noord-Brabant die bestond sinds 1810 en 744 ha groot was. In 1938 moest Velp een klein deel aan Grave afstaan, omdat op dit terrein de Generaal de Bonskazerne werd gebouwd. In 1942 werd deze gemeente bij de gemeente Grave gevoegd.

## Toponymie
Het toponiem Velp is van Keltische oorsprong. De laatste p is afkomstig van apa (water) en het eerste deel komt mogelijk van falwa (vaal), naar de kleur van het water van de Raam. Een andere verklaring wijst naar felwa (wilg), en in dat geval zou Velp dus wilgenwater betekenen.

## Geschiedenis
De oudste vermelding van Velp is op een vroegmiddeleeuwse goederenlijst. Hierin werden de bezittingen van het Kapittel van Sint-Vincentius uit Zinnik beschreven. Het verhaal gaat dat het kapittel in de 8e eeuw de relieken van deze heilige in veiligheid moest brengen om ze te behoeden voor de Noormannen. Aldus kwamen ze in Fellepa terecht waar de heer van Velp ongeneeslijk ziek was. Hij beloofde de helft van zijn bezittingen aan de heilige (lees: het kapittel) te schenken, in ruil voor genezing. Hij genas, maar weigerde zijn gelofte gestand te doen, waarop hij opnieuw ziek werd. Pas toen hij opnieuw genezen was gaf hij het beloofde. Aldus zou de band met het kapittel zijn ontstaan. Gedurende lange tijd ontving dit kapittel nog de tienden van de Heer van het Land van Herpen, waartoe Velp in de middeleeuwen bestuurlijk behoorde. Later werd dit het Land van Ravenstein.
Velp had nauwe betrekkingen met het naburige Reek, waarmee het een schepenbank had. Bovendien was Reek vanouds afhankelijk van de parochie te Velp.
De Sint-Vincentiuskerk van Velp bestond vermoedelijk reeds in de 10e eeuw. In later jaren werd Vincentius Madelgarius als patroonheilige van de kerk vervangen door een van de andere heiligen van die naam, namelijk Vincentius van Zaragoza. In 1937 werd een nieuwe parochiekerk ingewijd, maar het oude kerkje bleef behouden.

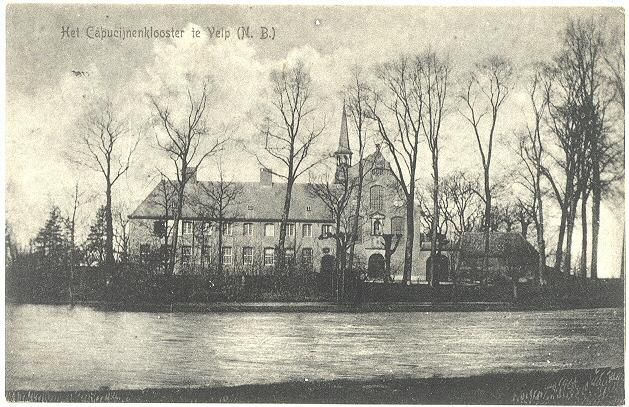
Overstroming van de Maas bij het kapucijnenklooster

In 1645 werd het Emmausklooster door de kapucijnen gesticht. Velp was deel van het Land van Ravenstein, en was daarom geen deel van de Republiek maar hoorde bij het Heilige Roomse Rijk. Het Land van Ravenstein was vanaf 1630 in handen van de katholieke hertog van Neuburg, waardoor het katholieke geloof vrij beleden kon worden. Dit in tegenstelling tot het gebied boven de Maas of de nabijgelegen vestingstad Grave; een reden waarom zich hier veel kloosters vestigden.
Ook in de 19e eeuw werden er te Velp nog twee kloosters gesticht, en wel het Redemptoristinnenklooster De Bronkhorst dat vanuit Brugge gesticht werd in 1858 en in 1993 werd verlaten. Paters Jezuïeten stichtten in 1860 een noviciaat, genaamd Mariëndaal. Het door Albert Slootmaekers ontworpen complex werd in 1887 uitgebreid met een voorziening voor oudere priesters, genaamd Oldenzaal. Het complex en het landgoed werd door de paters in 1966 verkocht aan De Binckhof, een instituut voor mensen met een verstandelijke handicap.
De bevolking van Velp bleef lang op ongeveer 650 zielen steken. In 1919 waren er 708 inwoners en in 1942 waren dat er 946. In 2007 had Velp ongeveer 1600 inwoners, maar daarnaast heeft Grave op voormalig Velps grondgebied nieuwbouwwijken gebouwd.
De bevolking heeft altijd van de landbouw geleefd, wat soms moeizaam was gezien de vele overstromingen door de Maas. De Maasverbetering in de jaren 30 van de 20e eeuw bracht hierin verbetering. De komst van De Binckhof in 1966 bood werkgelegenheid in de zorg.

## Bezienswaardigheden

### Oud-Velp
Oud-Velp ligt op een zandrug die een overgang vormt naar de rivierkleigronden van de Maas. Het dorpje bestaat vooral uit lintbebouwing en is gegroeid rondom de oude parochiekerk en later het Klooster Emmaus.
In Oud-Velp bevinden zich:
- Oude Sint-Vincentiuskerk, waarvan de oudste delen uit de 10e eeuw stammen, vanaf 1937 niet meer als parochiekerk in gebruik, en tegenwoordig expositieruimte.
- Emmausklooster uit 1645
- Voormalig Ursulinnenklooster "De Bronkhorst" uit 1858

### Nieuw-Velp
Dit deel van Velp ligt aan de voormalige rijksweg 's-Hertogenbosch - Nijmegen, die hier Bosschebaan heet. Het bestaat uit een straat met lintbebouwing en hier is ook de nieuwe parochiekerk gelegen.
- Nieuwe Sint-Vincentiuskerk, een bakstenen Christocentrische kerk uit 1937 in de stijl van de Delftse School. Architecten waren M. van Beek en Kees van Moorsel. De kerk heeft een breed schip. De oorspronkelijk geprojecteerde hoge klokkentoren aan de westzijde van de kerk is er nooit gekomen. Een deel van de inventaris is afkomstig uit de oude Sint-Vincentiuskerk en de glas-in-loodramen dateren van 1959 en zijn van de hand van M. Weiss.
- Voormalig noviciaat Mariëndaal uit 1860 met omringend landgoed. Na enige jaren onder de naam "De Binckhof" een instelling voor verstandelijk gehandicapten te zijn geweest, is dit rijksmonument in 2010-2012 gerestaureerd en omgebouwd tot een zorghotel voor senioren. Het omliggende terrein biedt nu nog steeds plaats aan mensen met een verstandelijke beperking, maar ook een gemeenschapsgebouw,  't Trefpunt, woningen, kinderboerderij Buiten-gewoon en Brede School De Verrekijker. Het parkachtige terrein en het achterliggende bos met hoge natuurwaarden is behouden gebleven.

## Natuur en landschap
Het landgoed "Mariëndaal" is aangelegd in Engelse landschapsstijl en hier zijn dassenburchten te vinden. Ook ten westen van Klooster Emmaus liggen enkele broekbosjes die aansluiten bij het nieuwe natuurgebied Keent.
Ten noorden van Oud-Velp liggen de uiterwaarden van de Maas en ten zuiden van Nieuw-Velp ligt de Reekse Heide.

## Nabijgelegen kernen
Grave, Escharen, Reek, Overlangel

## Verenigingen
| Sport     | Faciliteit                   | Vereniging     |
| --------- | ---------------------------- | -------------- |
| Biljarten | Gemeenschapshuis ’t Trefpunt | B.V. Trefzeker |

- Biljartvereniging Trefzeker
- Voetbalvereniging EGS '20 (in 2020 ontstaan uit een fusie tussen SV Estria uit Escharen, GVV '57 uit Grave en SCV '58 uit Velp, accommodatie: Sportpark De Kranenhof in Escharen)

Voormalige verenigingen
- Voetbalvereniging SCV '58 (Sport Club Velp '58, opgericht in 1958, in 2020 gefuseerd met SV Estria uit Escharen en GVV '57 uit Grave tot EGS '20. Thuisbasis was het “Sportpark De Kranenhof” in Escharen)

## Bekende Velpenaren
- Adrianus Mosmans (1786-1847), advocaat en rooms-katholiek emancipator
- Ludovicus van Miert (1858-1927), jezuïet en schrijver
- Jac. van Ginneken (1877-1945), jezuïet en taalkundige
- Robert Hubert Willem Regout (1896-1942), jezuïet, rechtsgeleerde en verzetsstrijder
- Louis Ficq (1897-1945), burgemeester
- Piet Zoetmulder (1906-1995), jezuïet en expert in de Javaanse taal en literatuur
- Piet Schoonenberg (1911-1999), jezuïet, theoloog en hoogleraar
- Jan van Kilsdonk (1917-2008), jezuïet en theoloog
- Peter-Hans Kolvenbach (1928-2016), jezuïet en taalkundige, generaal-overste van de jezuïeten 1983-2008
- Huub Oosterhuis (1933-2023), jezuïet en dichter
- Frans van der Lugt (1938-2014), jezuïet, vermoord in Homs, Syrië
- Jos de Valk (1940-2014), auteur
- Anneke Grönloh (1942-2018), zangeres[2]
- Wilma Delissen-van Tongerlo (1961), burgemeester

## Galerij

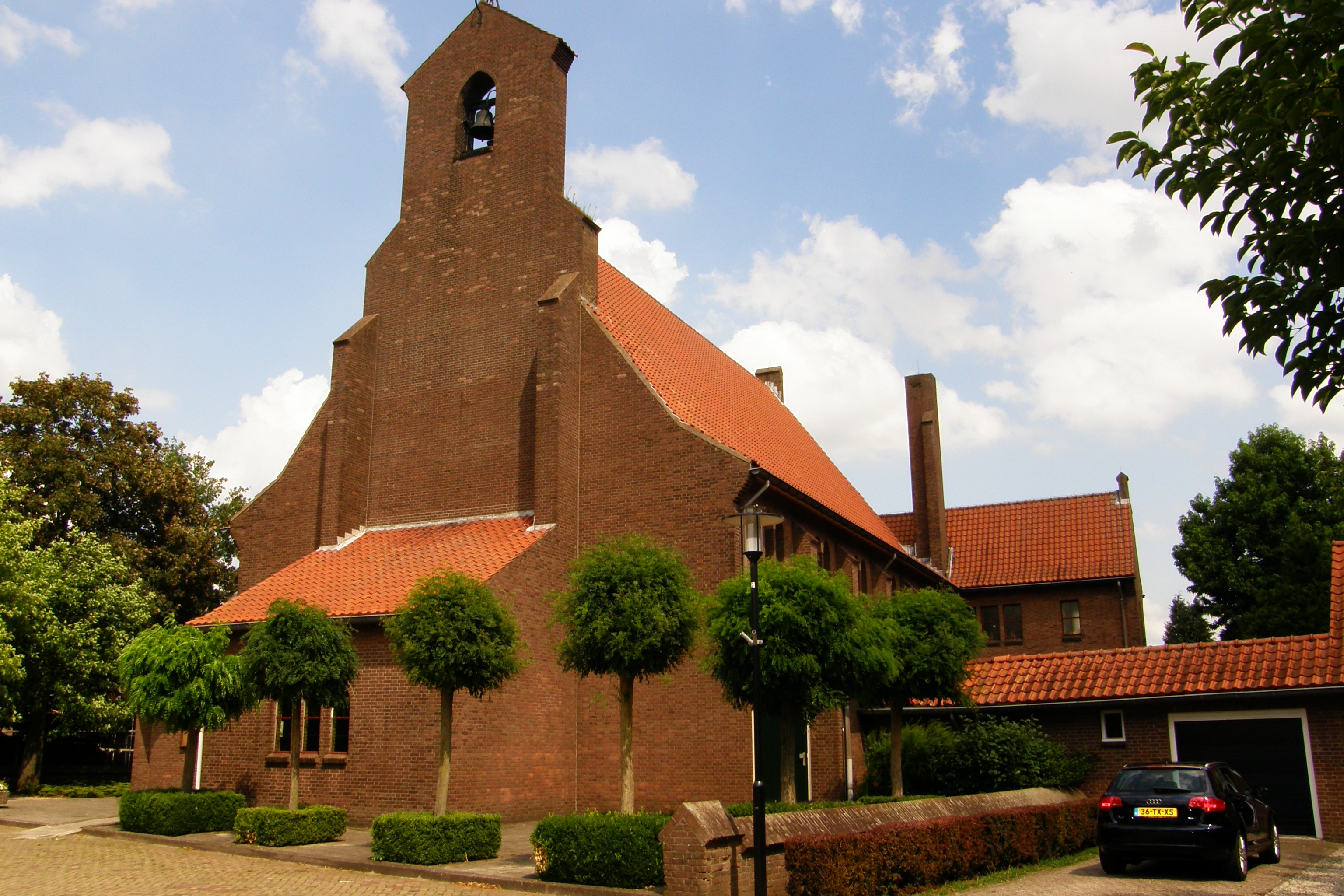
Sint-Vincentius en Sint-Antonius van Paduakerk
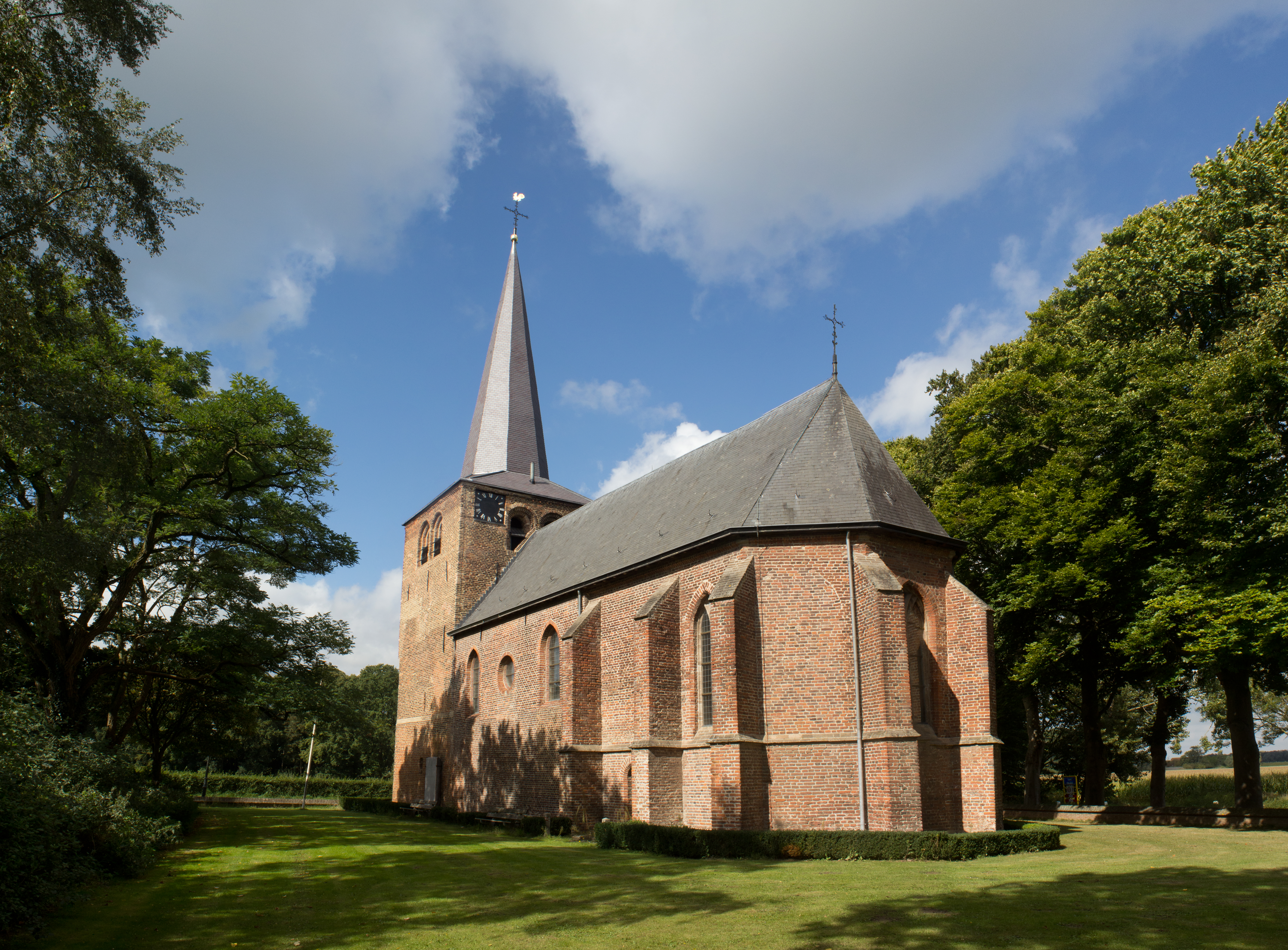
Voormalige Sint-Vincentiuskerk
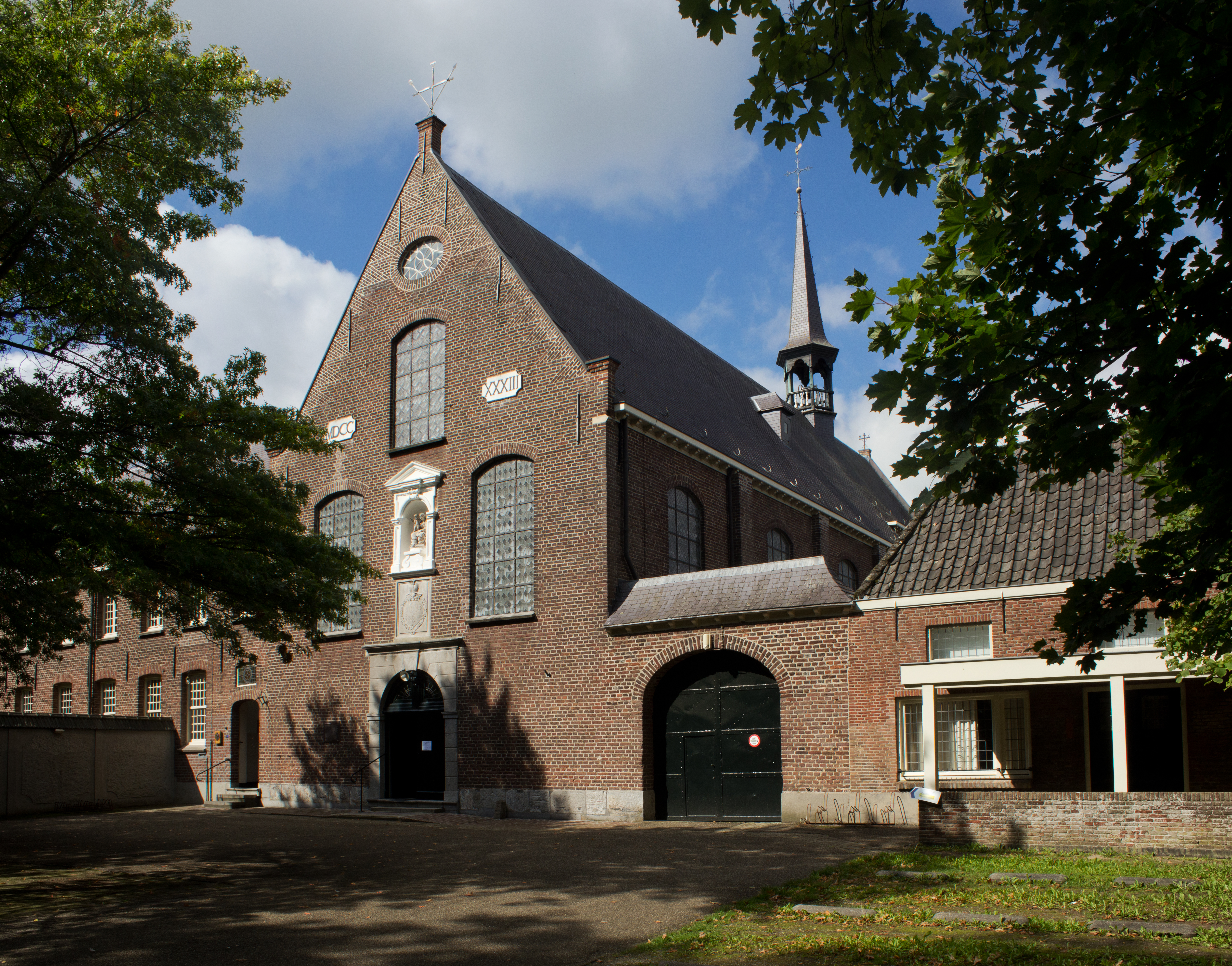
Kapucijnenklooster Emmaus
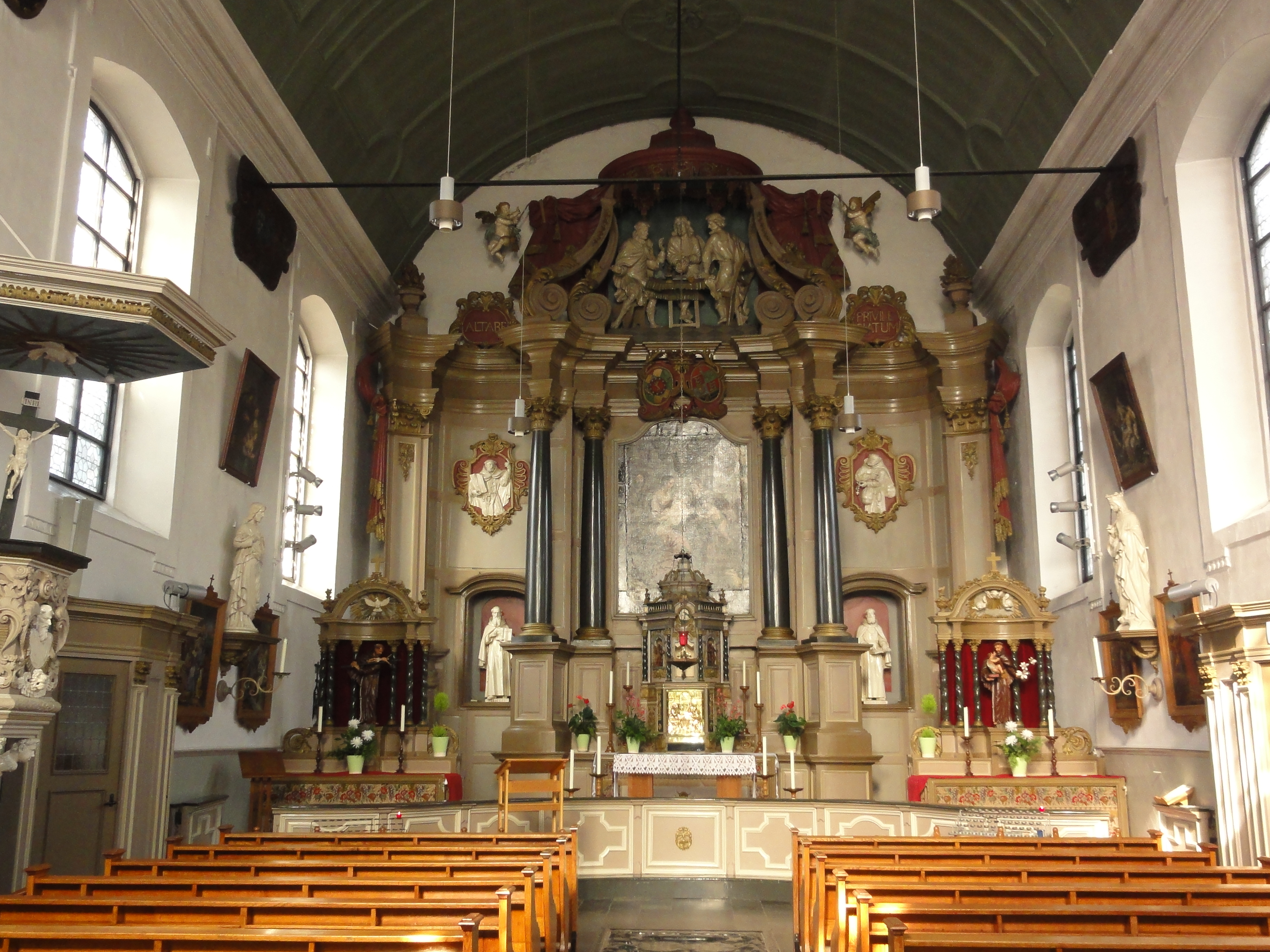
Interieur kapel kapucijnenklooster Emmaus
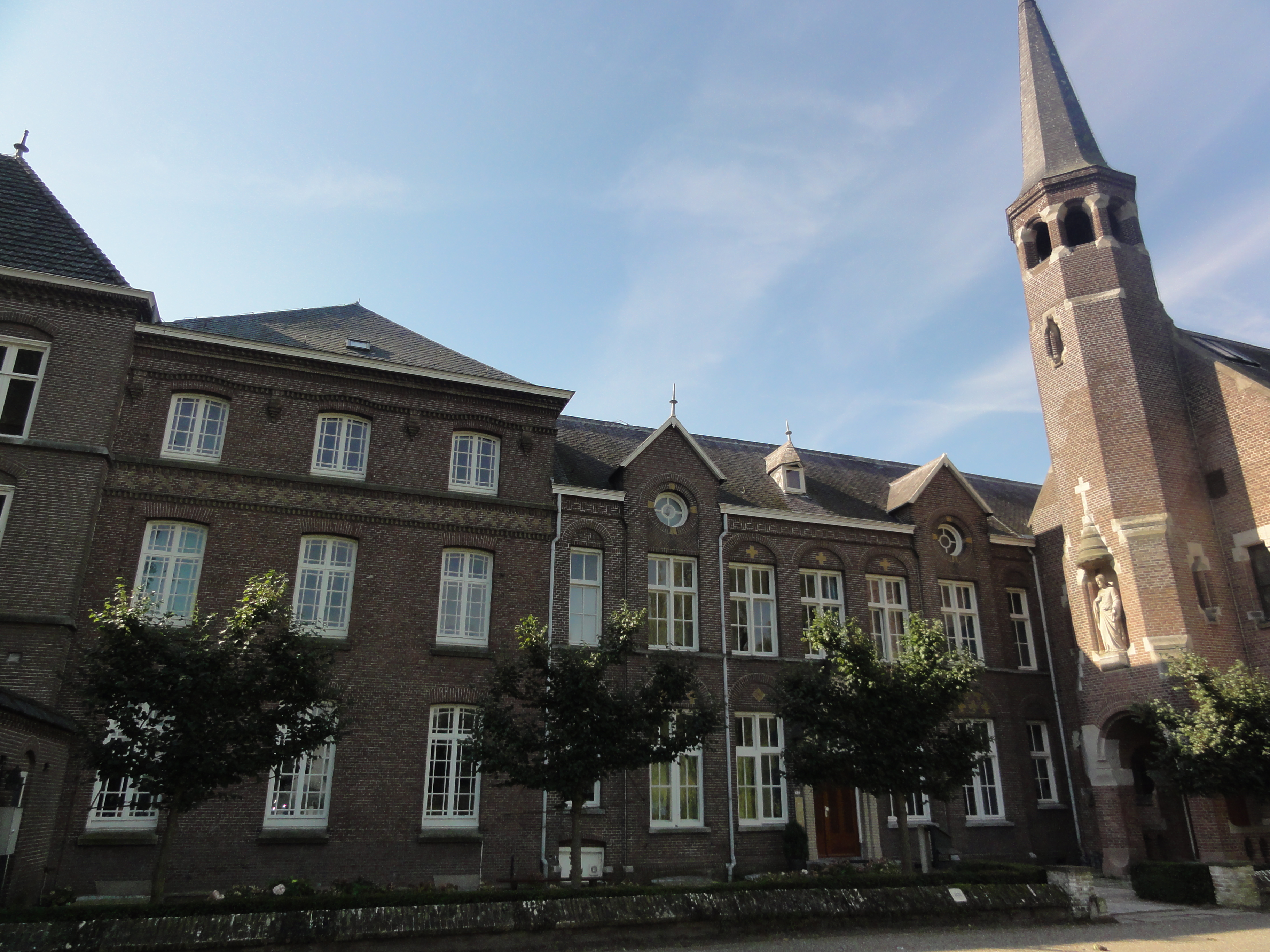
Westelijke vleugel ursulinnenklooster "De Bronkhorst"
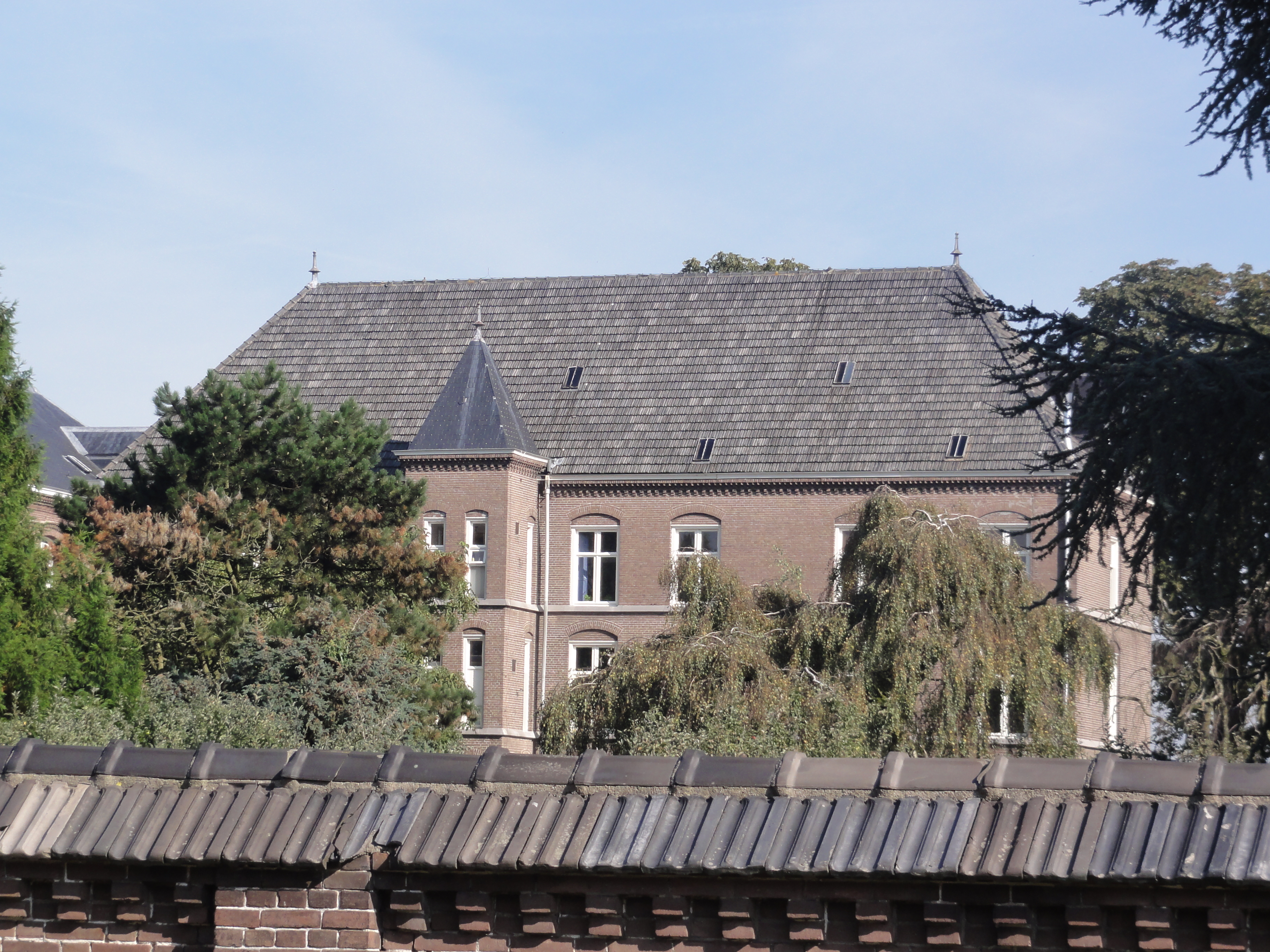
Oostelijke vleugel ursulinnenklooster "De Bronkhorst"
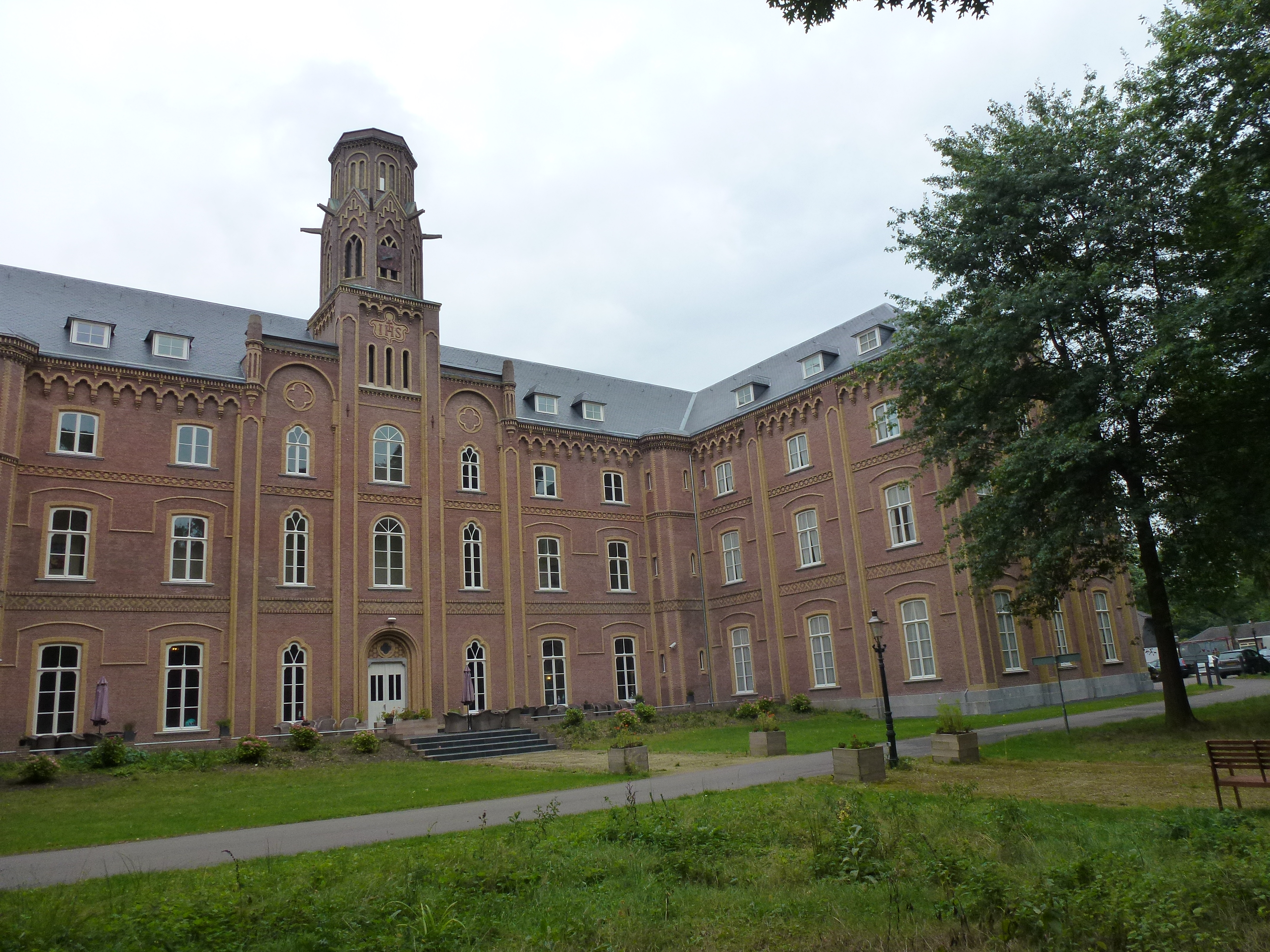
Klooster Mariëndaal
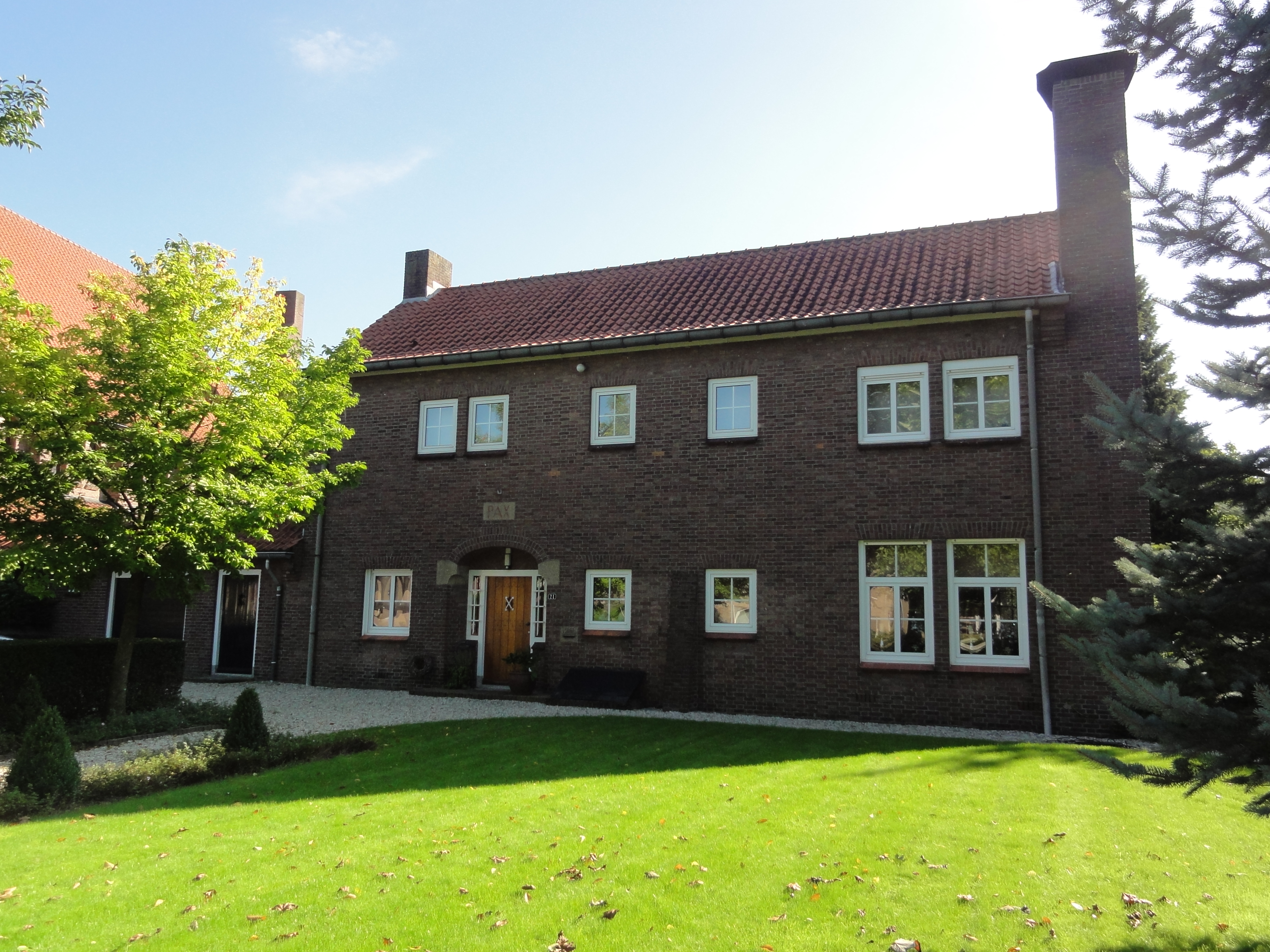
Pastorie Tolschestraat 21A
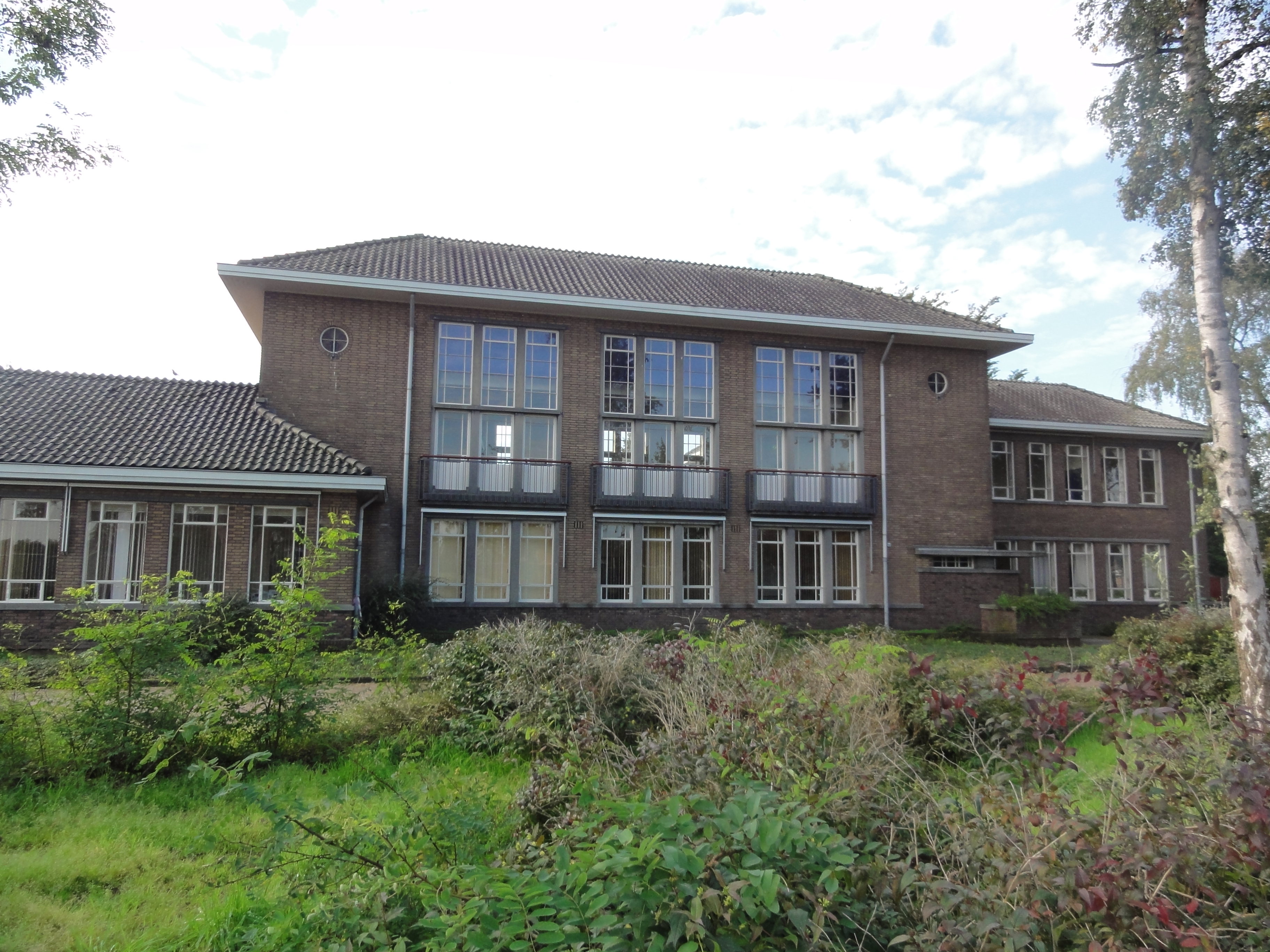
Generaal De Bonskazerne
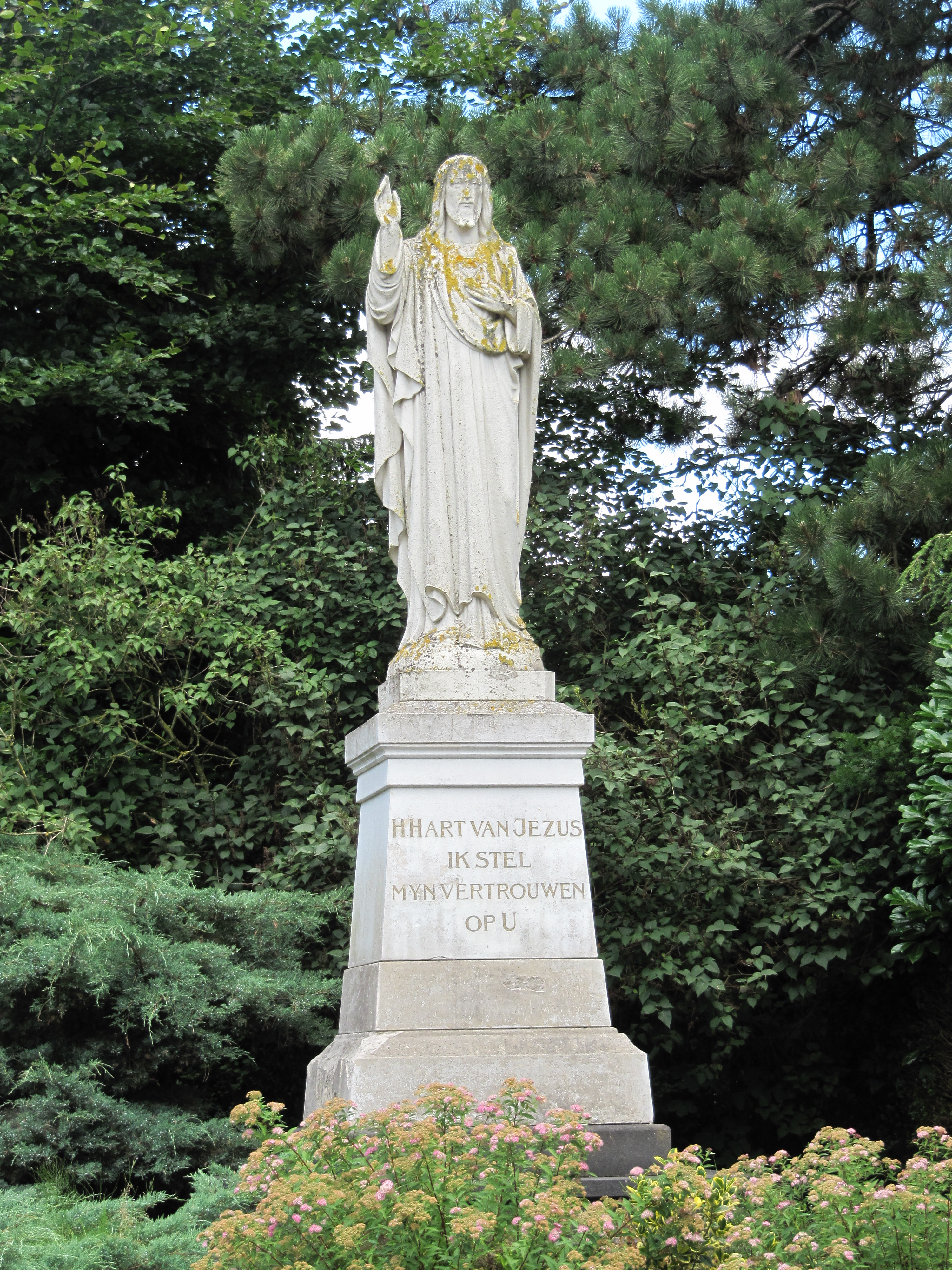
Heilig Hartbeeld